# Wilnowo
Wilnowo (niem. Willnau) – wieś w Polsce położona w województwie warmińsko-mazurskim, w powiecie ostródzkim, w gminie Morąg.
| SIMC    | Nazwa        | Rodzaj    |
| ------- | ------------ | --------- |
| 0482878 | Kadzianka    | część wsi |
| 0482884 | Lusajny Małe | część wsi |

W latach 1975–1998 miejscowość administracyjnie należała do województwa olsztyńskiego. Miejscowość leży w historycznym regionie Prus Górnych
Wieś wzmiankowana w dokumentach z roku 1402 i 1408, jako wieś czynszowa na 39 włókach, pod nazwą Wilenaw (wymieniana także jako wieś rybacka). W roku 1782 we wsi odnotowano 23 domy (dymy), natomiast w 1858 w 31 gospodarstwach domowych było 244 mieszkańców. W latach 1937–1939 było 283 mieszkańców. W roku 1973 wieś należała do powiatu morąskiego, gmina Morąg, poczta Boguchwały.